# Kîsîlîn, Lokaci
Kîsîlîn (în ucraineană Кисилин) este localitatea de reședință a comunei Kîsîlîn din raionul Lokaci, regiunea Volînia, Ucraina.

## Demografie
Componența lingvistică a localității Kîsîlîn
     Ucraineană (99,7%)
     Alte limbi (0,3%)
Conform recensământului din 2001, majoritatea populației localității Kîsîlîn era vorbitoare de ucraineană (99,7%), existând în minoritate și vorbitori de alte limbi.